# Pusselspel (datorspel)
Pusselspel är en datorspelgenre som bygger på ett eller flera moment där objekt som liknar eller kompletterar varandra beträffande form eller färg på något sätt ska pusslas ihop.

## Exempel på pusselspel

### Fallande objekt
- Kirby's Ghost Trap
- Klax
- Meteos
- Mr Driller
- Puyo Pop
- Tetris

### Skjuta prick
- Bust-A-Move
- Snood
- Snood 2 - On Vacation

### Hitta lösningen
- Bejeweled
- Candy Crush Saga
- Crossword Puzzle
- Denki Blocks!
- Solomon's Key II
- Solstice: The Quest for the Staff of Demnos

### Konstruktion
- Armadillo Run
- Bridge Builder
- World of Goo

### Para ihop
- Zoo Keeper